# Pyriglena similis
Pyriglena similis — вид горобцеподібних птахів родини сорокушових (Thamnophilidae). Ендемік Бразилії. Раніше вважався конспецифічними із західним вогнеоком, однак був визнаний окремим видом.

## Поширення і екологія
Pyriglena similis мешкають на півдні центральної Бразильської Амазонії в штаті Пара і на півночі штату Мату-Гросу (між річками Тапажос і Шінгу). Вони живуть в підліску вологих рівнинних тропічних лісів. Зустрічаються переважно на висоті до 600 м над рівнем моря. Живляться комахами.